# Apple A4
Apple A4 представлява мобилен процесор на фирмата Apple, оптимизиран за вграждане в изделия от тип смартфон и таблет компютър.
Apple A4 е едночипова система, изпълнена във вид на корпус-върху-корпус (PoP – Package-on-Package), интегриращ процесор, динамична памет и, вероятно, други периферни схеми. Модулът Apple A4 е известен под общото наименование процесор Apple A4 и за пръв път се използва в таблет компютъра iPad на фирмата Apple Inc., обявен на 27 януари 2010 година.
Този чип e първият мобилен процесор, появил се на пазара с логото и конструиран от фирмата Apple. Произвежда от Apple на база на 45nm технология. Предполага се, че Apple A4 е конструиран с помощта на специалисти от фирмата Intrinsity, която от 27 април 2010 принадлежи към Apple.
Apple A4 е високоинтегрирана рализация на ядро с архитектура ARM Cortex-A8, графичен процесор VR SGX 535, средства за аудио и видео възпроизвеждане, контролер на паметта и друга периферия. Известно е, че модулът съдържа няколко интегрални схеми, представляващи Едночипова система (SoC – System-on-Chip) и две памети от тип Mobile DDR с общ обем 256 MB, които ресурси отговарят на процесора в iPhone. Работната честота на Apple A4 в iPad е 1 GHz, докато честотата на процесора в iPhone 3GS е 600 MHz.
Първите сравнителни тестове между Apple A4 и процесора в iPhone сочат доста по-голямо бързодействие в полза на Apple A4, отколкото би могло да се очаква поради разликата в работните им честоти. Предполага се, че основна причина за това е ширината на интерфейса между процесора и DDR паметта, който при Apple A4 e 64-битов за разлика от 32-битовия интерфейс в iPhone процесора.
На 2 март 2011 Apple обяви следващо поколение мобилен процесор Apple A5, реализиран по двуядрена ARM Cortex-A5 архитектура и с нов 2-ядренграфичен процесор PowerVR SGX543MP2.

## Варианти на А4
Предполага се, че ще има различни варианти на Apple A4. Първият вариант, с означение на Apple 339S0084, се влага във всички модели на iPad. В Phone 4 се използва нов вариант на A4 с означение 339S0108 и памет 512 MB. Вариантите на Apple A4 се състоят от следните градивни елементи:
| Означение на Apple | Елемент на модула | Чип                         | Производител | Характеристики               |
| ------------------ | ----------------- | --------------------------- | ------------ | ---------------------------- |
| 339S0084           | Процесорен чип    | APL0398B01, 53 mm2          | Apple        | 1 ядро, Cortex-A8, периферия |
| 339S0084           | DRAM              | K4X2G643GE (2 x K4X1G323PE) | Samsung      | 256 MB Mobile DDR            |
| 339S0108           | Процесорен чип    | APL0398                     | Apple        | 1 ядро, Cortex-A8, периферия |
| 339S0108           | DRAM              | K4X4G643GB                  | Samsung      | 512 MB Mobile DDR            |